# Hôtel de Comans d'Astry
L'hôtel de Comans d'Astry ou hôtel de Richelieu est un hôtel particulier parisien du XVIIe siècle, modifié au cours du XVIIIe siècle, représentatif de l'architecture française classique. Il est partiellement protégé au titre de monument historique.

## Localisation
L'hôtel de Comans d'Astry est situé dans le 4e arrondissement de Paris, sur la rive sud de l'île Saint-Louis, au 18 quai de Béthune.

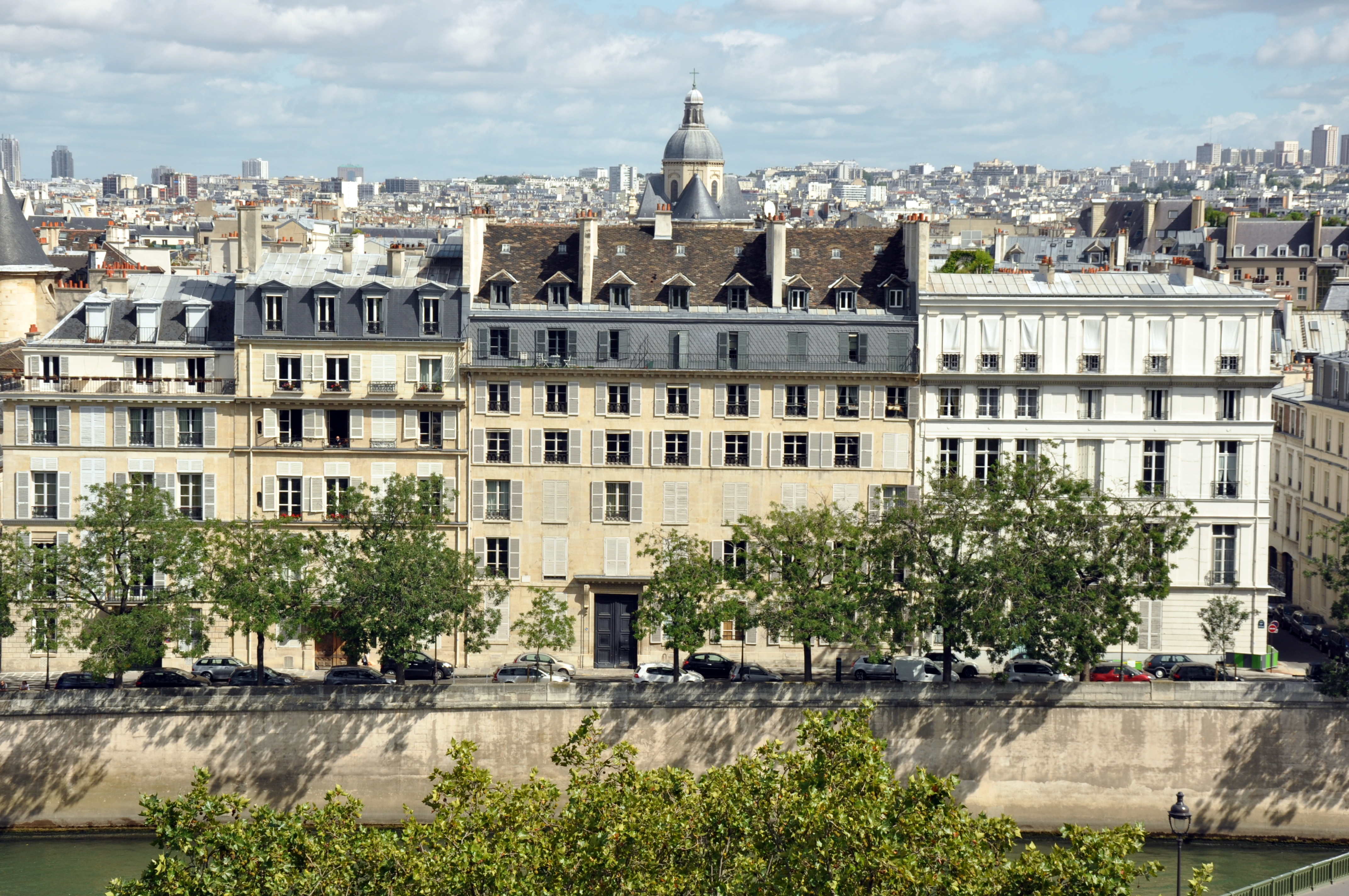
Le quai de Béthune,
anciennement quai Dauphin.

## Historique
L'édifice, élevé de 1644 à 1647 sur le « quai Dauphin » dans l'« île Notre-Dame », porte le nom de son commanditaire, Thomas de Comans d'Astryl († 1661), conseiller et maître d'hôtel ordinaire du Roi. La conception de cette demeure fut attribuée, au XXe siècle, sans preuves formelles, à l'architecte Louis Le Vau, puis à Pierre Le Muet et, en raison d'une erreur de transcription d'un document ancien, à Jean Androuet du Cerceau. Plus récemment, un « retour aux documents d'archives » a permis à Alexandre Cojannot de conclure « qu'à partir de ces éléments, on peut avancer sans risque que Louis Le Vau a bien été l'architecte de l'hôtel d'Astry, au moins depuis le début de l'année 1645 et jusqu'à la fin du chantier. »
Thomas de Comans d'Astryl qui fut riverain ainsi que Anne (ou Jeanne) Forget, sa femme, de la rue de Touraine-au-Marais vers 1634, demeura en l'île Notre-Dame en 1645, dès avant l'achèvement de l'hôtel.
Au XVIIe siècle, il devient la résidence de Louis François Armand de Vignerot du Plessis, duc de Richelieu et petit-neveu du cardinal de Richelieu. L'écrivain Francis Carco y meurt en 1958.
La porte d'entrée de l'hôtel ainsi que ses façades sur la cour sont inscrites au titre des monuments historiques en 1926. Le grand vestibule et la façade sur rue le sont en 1999.

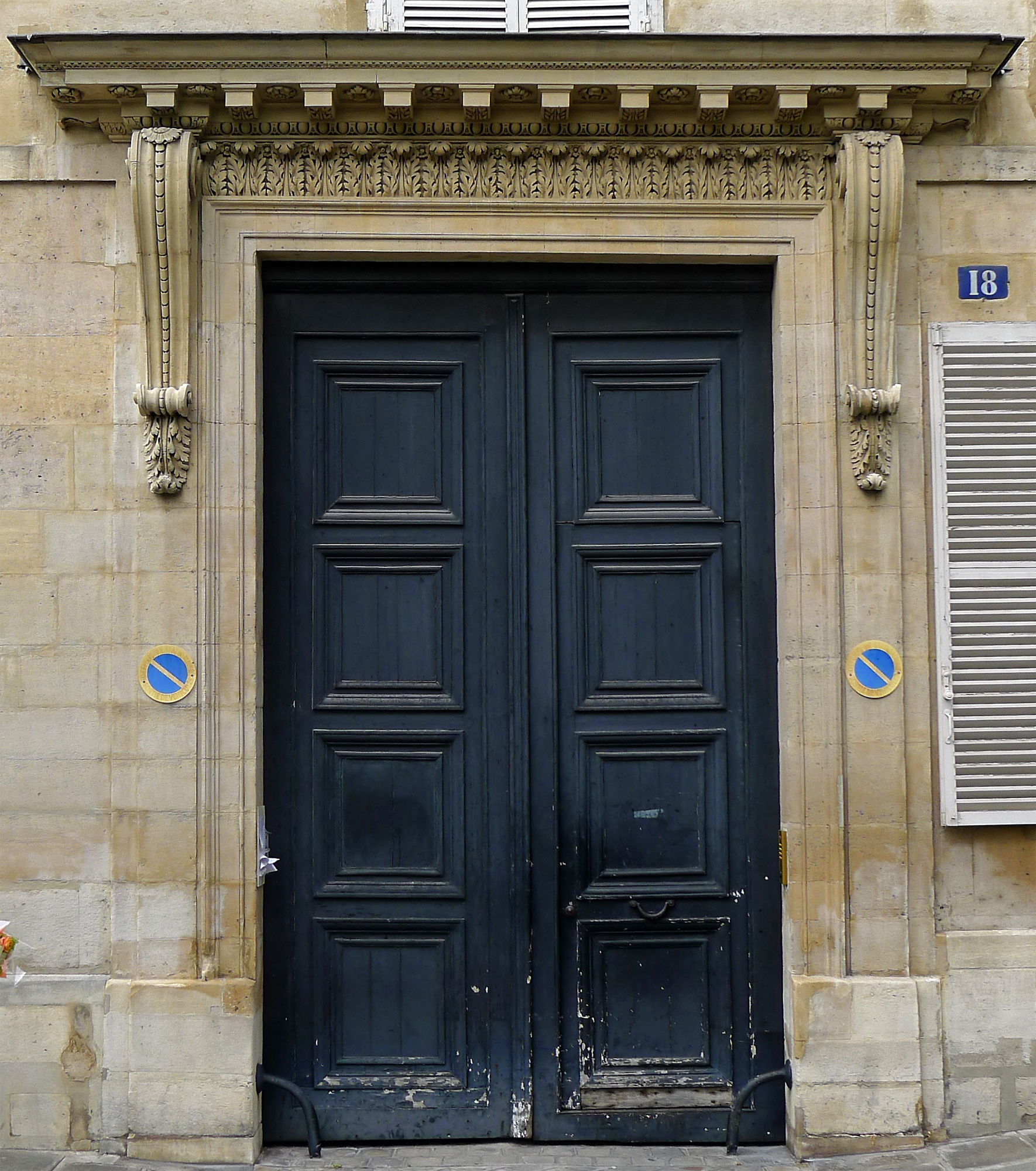
Détail de la porte
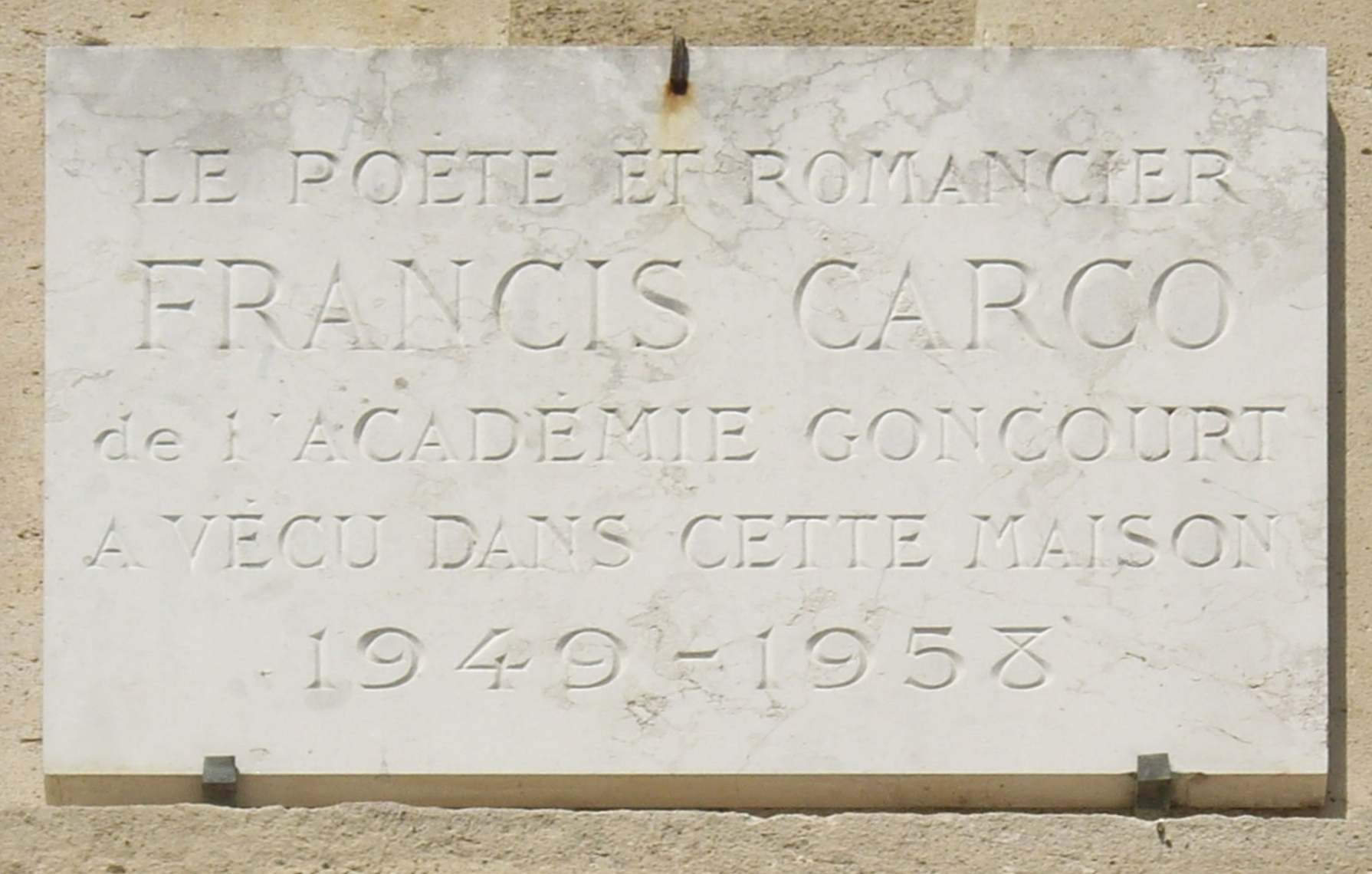
Plaque Francis Carco